# Maciej Michalik
Maciej Stefan Michalik (ur. 27 maja 1959) – polski lekarz, doktor habilitowany nauk medycznych, profesor nadzwyczajny Uniwersytetu Warmińsko-Mazurskiego w Olsztynie, specjalista w zakresie chirurgii.

## Życiorys
Syn Stefana i Bożeny z domu Świerkosz. W 1984 ukończył studia lekarskie na Wydziale Lekarskim Akademii Medycznej w Gdańsku. W 1991 uzyskał specjalizację w zakresie chirurgii. W 1993 na podstawie pracy napisanej pod kierunkiem prof. Mieczysława Trenknera uzyskał stopień naukowy doktora. W 2012 na podstawie dorobku naukowego oraz cyklu publikacji pt. Wykorzystanie współczesnych technik chirurgii minimalnie inwazyjnej w uzyskaniu dostępu do narządu chorego uzyskał w Wojskowym Instytucie Medycznym stopień doktora habilitowanego nauk medycznych w dyscyplinie medycyna w specjalności chirurgia.
Odbył staże chirurgiczne i naukowe w Niemczech, Francji, Włoszech, USA.
W latach 1987–2000 był kierownikiem założonej przez siebie Pracowni Endoskopowej w Szpitalu Specjalistycznym w Wejherowie, od 1996 ordynatorem Oddziału Chirurgii Ogólnej i Naczyniowej w tym szpitalu, w latach 1997–2006 konsultantem wojewódzkim ds. angiologii województwa pomorskiego. 1 października 2013 został profesorem nadzwyczajnym Collegium Medicum Uniwersytetu Warmińsko-Mazurskiego w Olsztynie oraz kierownikiem Katedry i Kliniki Chirurgii Ogólnej i Małoinwazyjnej tego uniwersytetu.
5 stycznia 2009 roku jako pierwszy w Polsce przeprowadził operację metodą NOTES.
Pełnił funkcję prezesa Okręgowej Izby Lekarskiej w Gdańsku (1993–1997), wchodził w skład Naczelnej Rady Lekarskiej w Warszawie (1993–2009, 2014–2018). W styczniu 2014 został współredaktorem kwartalnika „Videosurgery Journal”. Wszedł w skład rady naukowej czasopisma „World Journal of Gastrointestinal Endoscopy”.
Postanowieniem 392/2010 Prezydenta RP Bronisława Komorowskiego odznaczony Złotym Krzyżem Zasługi.

## Członkostwo w korporacjach naukowych
- Towarzystwo Chirurgów Polskich (od 2011 wiceprezes Sekcji Wideochirurgii, od 2015 prezes Sekcji Chirurgii Bariatrycznej i Metabolicznej)
- Polskie Towarzystwo Chirurgii Onkologicznej
- Polskie Towarzystwo Gastroenterologii
- European Association for Endoscopic Surgery
- International Federation for the Surgery of Obesity[1]

## Życie prywatne
Wnuk dziennikarza i przedwojennego badacza Pomorza Gdańskiego Alfreda Świerkosza. Od 1982 żonaty z lekarką Ewą Michalik. Jest ojcem dwóch pełnoletnich synów.